# Korionbiopsi
Korionbiopsi, eller moderkaksprov, är en del av fosterdiagnostiken. Den innebär att man tar en liten bit av moderkakan (placenta) och med den kan man sedan beräkna risken för kromosomavvikelser. Detta prov kan göras redan från graviditetsvecka 11.
Provet kan påvisa hur många koromsomer fostret har och om det finns några större avvikleser i kromosomerna. Man kna även se vissa ärftliga anlag hos fostret.